# Dryopteris barbigera
Dryopteris barbigera är en träjonväxtart som först beskrevs av William Jackson Hooker, och fick sitt nu gällande namn av O. Kze. Dryopteris barbigera ingår i släktet Dryopteris och familjen Dryopteridaceae. Inga underarter finns listade.